# Dan Kennedy
Daniel Hoffard Kennedy (Fullerton, 22 luglio 1982) è un ex calciatore statunitense, portiere.

## Carriera
Kennedy viene selezionato ai SuperDraft del 2005 dal Chivas USA , e viene girato in prestito al MetroStars. Nell'aprile 2005 firma con il Puerto Rico Islanders con il quale gioca tutte le partite della USL First Division, venendo nominato come Rookie della stagione. In due anni colleziona 55 presenze.
Nel 2007 viene acquistato dal Colo-Colo che a quel tempo militava nella serie cadetta cilena.
Nel 2008 viene riacquistato dal Chivas e, complice il trasferimento di Brad Guzan all'Aston Villa e l'infortunio di Zack Thornton, si trova nel ruolo di titolare della squadra. In totale con il club colleziona 154 presenze in tutte le competizioni, divenendo il calciatore con più apparizioni nella storia del club. Negli ultimi della carriera passa prima al FC Dallas con il quale colleziona 16 presenze, e poi nella stagione finale della carriera ai Los Angeles Galaxy partendo titolare per tre volte.
L'11 aprile 2017 si ritira dal calcio.